# Turbonilla clippertonensis
Turbonilla clippertonensis is een slakkensoort uit de familie van de Pyramidellidae. De wetenschappelijke naam van de soort is voor het eerst geldig gepubliceerd in 1968 door Hertlein & Allison.